# Corno di Rosazzo
Corno di Rosazzo là một đô thị ở tỉnh Udine trong vùng Friuli-Venezia Giulia thuộc Ý, có cự ly khoảng 45 km về phía tây bắc của Trieste và khoảng 20 km về phía đông nam của Udine. Tại thời điểm ngày 31 tháng 12 năm 2004, đô thị này có dân số 3.313 người và diện tích là 12,5 km².
Corno di Rosazzo giáp các đô thị: Cividale del Friuli, Cormons, Dolegna del Collio, Manzano, Premariacco, Prepotto, San Giovanni al Natisone.